# LCVP

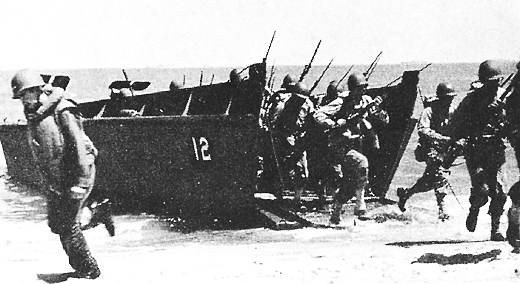
Висадка морського десанту з катера LCVP

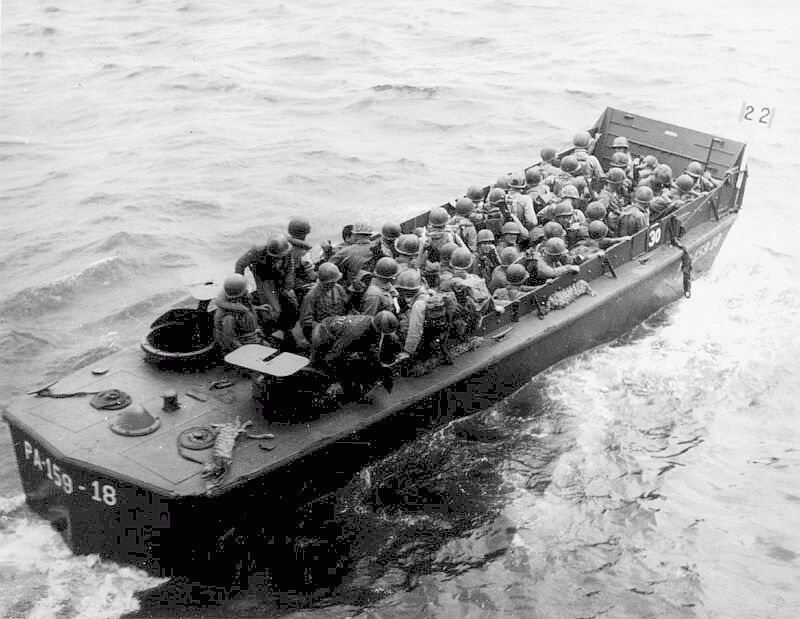
Морський десант наближається до зони висадки. Битва за Окінаву. Квітень 1945

Десантний катер для висадки особового складу та техніки (англ. Landing Craft, Vehicle, Personnel) або LCVP — різновид десантного катера американських військово-морських сил, призначений для перевезення і висадки особового складу морського десанту на необладнане узбережжя зайняте супротивником.
LCVP або також «човен Гіггінса» (англ. Higgins boat), по імені його творця Ендрю Гіггінса, що сконструював катер на основі спеціалізованого човну для дії на мілководді та болотистій місцевості, інтенсивно використовувався американськими ВМС під час проведення морських десантних операцій за часів Другої світової війни. За 15 років його виробництва побудовано 22 492 катерів цього типу, ще 2366 — сконструйоване у рамках програм Ленд-лізу.
Десантний катер LCVP будувався з пресованої фанери, мав низку осадку й конструктивно нагадував маленьку річкову баржу й мав екіпаж з 4 чоловіків. Десантноємність становила повний піхотний взвод з 36 військовослужбовцями. При повному навантаженні для висадки на берег розвивав швидкість до 9 вузлів (17 км/год). Особовий склад здійснював посадку на борт катера по вантажних сітках з палуби транспортного або десантного корабля, вихід морського десанту проводився через носову апарель катера.
LCVP застосовувався у багатьох операціях: у висадки десантів під час операцій «Смолоскип» у Північній Африці, «Шінгл» та «Аваланч» — в Італії, «Нептун» — у Нормандії, «Драгун» — у Південній Франції; на Тихоокеанському театрі — в битві за Гуадалканал, за Тараву, Філіппіни, Іодзіму, Окінаву та безлічі менш масштабних висадок.